# Смертная казнь в Суринаме
Смертная казнь в Суринаме применялась с момента образования государства 25 ноября 1975 года до 1987 года (был наложен мораторий) — последняя казнь состоялась в Суринаме в 1982 году. Официально отменена в 2015 году.

## История
До 1975 года Суринам был колонией Голландии, поэтому на территории колонии действовали законы Нидерландов. После обретения независимости хоть смертная казнь была записана как высшая мера по ряду статей криминального кодекса, но на практике до 1980 года к ней так никто и не был приговорён. 25 февраля 1980 года в Суринаме был совершён военный переворот. К власти пришли военные во главе с сержантом Дези Баутерсе. Баутерсе стал править Суринамом как глава созданного им Национального Военного Совета (присвоив себе воинское звание подполковника — высшее в суринамской армии). Он распустил парламент, отменил конституцию, ввёл в стране чрезвычайное положение и создал специальный трибунал, который рассматривал дела членов прежнего правительства и крупных предпринимателей. После установления режима Баутерсе смертная казнь в Суринаме стала применяться регулярно. В первые годы его правления смертная казнь использовалась для того, чтобы устранить политических оппонентов.
Последним человеком, казнённым в Суринаме, стал старший сержант Уилфред Хокер. Он был приговорён к казни за участие в двух попытках военного переворота.
Хоукер был расстрелян 13 марта 1982 года, его казнь показывали в прямом эфире суринамского телевидения. В 1987 году Суринам подписал Межамериканскую хартию по правам человека и наложил мораторий на проведение смертных казней на своей территории.
В Суринаме смертная казнь официально была отменена 6 марта 2015 года, однако срок максимального тюремного заключения был увеличен до 50 лет.

## Интересные факты
В 1872 году во время казни суринамца китайского происхождения Лай Куна два раза оборвалась веревка на которой вешали осужденного. Губернатор помиловал Лай Куна и смертная казнь была заменена на 20 лет каторжных работ. После возвращения с каторги Лай Кун стал добропорядочным гражданином и умер через 50 лет в Албине.